# Opérateur adjoint
En mathématiques, un opérateur adjoint est un opérateur sur un espace préhilbertien qui est défini, lorsque c'est possible, à partir d'un autre opérateur a et que l'on note a*. On dit aussi que a* est l'adjoint de a.
Cet opérateur adjoint permet de faire passer l'opérateur a de la partie gauche du produit scalaire définissant l'espace préhilbertien à la partie droite du produit scalaire. Il s'agit donc d'une généralisation de la notion de matrice adjointe à des espaces de dimension infinie.
Si l'opérateur initial est continu et si l'espace vectoriel est complet, l'adjoint est toujours défini. Ainsi dans le cas de la dimension finie, l'adjoint de tout opérateur est bien défini. L'application qui à un opérateur associe son adjoint est une isométrie semi-linéaire et involutive.
La notion d'adjoint permet de définir un ensemble d'opérateurs possédant une compatibilité particulière vis-à-vis du produit scalaire, les opérateurs commutant avec leur adjoint. Ils sont alors dits normaux. Parmi ces opérateurs, on distingue trois cas particuliers importants, celui d'un opérateur autoadjoint (adjoint de lui-même), antiautoadjoint (adjoint de son opposé) et unitaire (inverse de son adjoint). Sur un espace vectoriel réel, les termes utilisés sont respectivement : symétrique, antisymétrique et orthogonal. Sur un espace vectoriel complexe, on dit respectivement : hermitien (ou hermitique), antihermitien (ou antihermitique) et unitaire.
La notion d'adjoint d'un opérateur possède de nombreuses applications. En dimension finie et sur le corps des nombres complexes, la structure des endomorphismes normaux est simple, ils sont diagonalisables dans une base orthonormale. Le cas de la dimension infinie est plus complexe. Il est important en analyse fonctionnelle. Le cas autoadjoint est particulièrement étudié, il fournit le cadre le plus simple de la théorie spectrale, qui est elle-même au cœur de la mécanique quantique. En théorie des opérateurs, une C*-algèbre est un espace de Banach muni d'une loi de composition interne analogue à la composition des opérateurs et d'une opération étoile ayant les mêmes propriétés que l'application qui à un opérateur associe son adjoint.

## Définitions
L'adjoint d'un opérateur est une notion correspondant à des situations fort différentes. Elle peut être appliquée dans le cas d'un espace euclidien ou hermitien, c'est-à-dire en dimension finie. Elle est aussi utilisée dans le contexte le plus simple de l'analyse fonctionnelle, c'est-à-dire dans un espace de Hilbert ou un espace préhilbertien. Elle peut enfin s'appliquer dans un cadre très général sur des espaces de Banach. Pour cette raison, deux définitions se côtoient.

### Préhilbertien
Cette définition couvre dans la pratique deux cadres théoriques un peu différents. Celui de la dimension finie et celui où aucune hypothèse n'est faite sur la dimension. Il correspond aussi à un premier cas d'analyse fonctionnelle, le plus simple. En général l'espace vectoriel choisi est un espace de Hilbert, c'est-à-dire un espace préhilbertien complet. Comme il est relativement facile de compléter un espace préhilbertien et que les théorèmes dont on dispose sont beaucoup plus nombreux, ce cadre est largement utilisé. Une unique définition permet de couvrir ces deux cas :
Soit H un espace préhilbertien sur un corps K égal à celui ℝ des réels ou ℂ des complexes. Le produit scalaire est noté (⋅|⋅) dans cet article. Soient a et a* deux opérateurs sur H, c'est-à-dire deux applications linéaires continues de H dans lui-même.
Définition — L'opérateur {\displaystyle a^{*}} est dit adjoint de {\displaystyle a} si :

### C*-algèbre
Comme la suite de l'article le montre l'application *, qui à un endomorphisme associe son adjoint, est une application semi-linéaire de l'espace des endomorphismes. Cet espace dispose, avec la composition des endomorphismes, d'une structure d'algèbre. Une application *, disposant des mêmes caractéristiques que l'application adjointe et définie sur une algèbre est le cadre d'une structure appelée C*-algèbre. L'image d'un élément a par l'application * est appelé adjoint de a.

### Banach
En analyse fonctionnelle, tous les espaces ne disposent pas d'un produit scalaire. L'approche par les adjoints reste néanmoins fructueuse. L'opérateur a dispose de propriétés plus pauvres que celles du paragraphe précédent.
Dans le cas général, il n'est plus borné, c'est-à-dire qu'il n'existe pas nécessairement de majorant de la norme de l'image d'un vecteur de la boule unité. Ainsi la dérivée d'une fonction de la variable réelle dans l'ensemble réel à support compact, infiniment différentiable et majorée en valeur absolue par un n'est pas majorée par une constante indépendante de la fonction. Cet espace muni de la norme de la convergence uniforme est important pour la définition des distributions. La dérivée est un opérateur linéaire non borné qui joue un grand rôle en analyse fonctionnelle.
Un opérateur a n'est pas nécessairement défini sur tout le Banach. Ainsi l'opérateur de dérivation n'est pas défini sur toute fonction de ]–1/2, 1/2[ dans ℝ et intégrable en valeur absolue. Pour la même raison que celle du paragraphe précédent, il est néanmoins utile de considérer cet opérateur.
Dans ce paragraphe, E et F désigne deux Banach, a un opérateur non borné de E dans F, E* et F* désignent les duaux topologiques de E et F. Dans la suite de l'article le terme dual signifie dual topologique. Il est en effet plus utilisé que le dual algébrique dans ce contexte. Le terme D(a) désigne le domaine de a, c'est-à-dire le sous-espace vectoriel sur lequel a est défini. Il est supposé dense dans E. La notation 〈⋅, ⋅〉E (resp. 〈⋅, ⋅〉F) désigne le crochet de dualité, il correspond à l'application bilinéaire de E*×E (resp. F*×F) qui à un couple formé d'une forme linéaire et d'un vecteur de E (resp. F) associe un scalaire.
Définition — Le domaine noté D(a*) de l'opérateur adjoint de a est le sous-ensemble de F* suivant :
Cette définition permet la suivante :
Définition — L'opérateur adjoint a* de a est l'opérateur de D(a*) dans E* vérifiant l'égalité :
Il est fréquent que E et F soient confondus ; l'adjoint est alors un opérateur de E*.

## Espace de Hilbert
On suppose dans toute cette section que H est un espace de Hilbert, c'est-à-dire un espace préhilbertien complet. Dans ce cas, le dual topologique s'identifie avec l'espace H. Les résultats obtenus dans le cas des formes bilinéaires s'appliquent sans beaucoup de modifications.
Le cas de la dimension finie est un peu plus simple car toute application linéaire est continue et l'isomorphisme entre l'espace et son dual est plus évident. Une approche plus didactique est disponible dans l'article Espace euclidien pour le cas réel et Espace hermitien pour le cas complexe.
Remarque : Dans le cas où le corps sous-jacent à H est celui des complexes, le produit scalaire est sesquilinéaire. La convention choisie dans l'article est que la forme est linéaire pour la première variable et semi-linéaire pour la seconde. Le conjugué d'un scalaire λ est noté λ. Par défaut, les énoncés sont donnés pour les espaces complexes. Ils restent vrais pour les réels et l'application conjugué devient l'identité.

### Existence (et unicité)
- Tout opérateur borné a sur H admet un (unique) adjoint.
En effet, soit y un vecteur de H, l'application qui à un vecteur x associe (a(x)|y) est une forme linéaire continue. Le théorème de représentation de Riesz garantit alors l'existence d'un (unique) vecteur z tel que cette forme linéaire continue coïncide avec l'application qui à x associe (x|z). L'application a* qui à y associe z est alors l'adjoint de a.
- Réciproquement, si deux applications quelconques {\displaystyle a,a^{*}:H\to H} vérifient{\displaystyle \forall x,y\in H\quad (a(x)|y)=(x|a^{*}(y))}alors a, a* sont toutes deux linéaires et continues[4],[5].

Exemple
Pour tous vecteurs {\displaystyle x,y\in H}, l'adjoint de l'opérateur {\displaystyle x\otimes y:z\mapsto \langle z,y\rangle x} est l'opérateur {\displaystyle y\otimes x}.

### Propriétés élémentaires
À beaucoup d'égards l'adjoint est une image miroir de l'opérateur.
- L'adjoint de l'opérateur a est linéaire.

Ce résultat (qui ne fait pas intervenir la linéarité de a) a été démontré plus haut.
En dimension finie, la matrice de l'adjoint de a est l'adjointe de la matrice de a. En effet, soit A la matrice de a dans une base orthonormée de H et X (resp. Y) la matrice d'un vecteur x (resp. y) de H.
- Si l'opérateur a est borné, alors l'adjoint l'est aussi et sa norme d'opérateur est égale à celle de a.

Le terme borné signifie ici que l'image de la boule unité est bornée. Un opérateur est borné si et seulement s'il est continu.
La continuité de l'adjoint a été démontrée plus haut sans supposer que a était borné, à l'aide du puissant théorème du graphe fermé. Sous l'hypothèse que a est borné, la preuve est plus élémentaire : il suffit de remarquer que la norme de a ainsi que celle de l'adjoint est celle de la forme bilinéaire ou sesquilinéaire qui à x et y associe (a(x) | y) = (x | a*(y)).
- La norme de la composée de a et de son adjoint est égale au carré de celle de a :

### Application adjointe
Théorème — L'isométrie a ↦ a*, de ℒ(H) dans lui-même :
- vérifie{\displaystyle (a\circ b)^{*}=b^{*}\circ a^{*}} ;
- est semi-linéaire :{\displaystyle (a+\lambda b)^{*}=a^{*}+{\overline {\lambda }}b^{*}} ;
- est involutive :{\displaystyle a^{**}=a}.

En tant qu'endomorphisme involutif d'espace vectoriel réel, c'est donc une symétrie, c'est-à-dire qu'elle est diagonalisable de valeurs propres 1 et –1 (plus de détails sont donnés dans le § « Symétrie » de l'article sur la diagonalisation).
Un opérateur égal (resp. opposé) à son adjoint est dit hermitien ou autoadjoint (resp. antihermitien ou antiautoadjoint). Un tel opérateur est normal, c'est-à-dire qu'il commute avec son adjoint. Une autre famille d'opérateurs normaux est celle des automorphismes orthogonaux.
Les endomorphismes normaux d'un espace hermitien et les endomorphismes autoadjoints d'un espace euclidien sont diagonalisables.

### Orthogonalité
Les propriétés d'orthogonalité associées aux formes bilinéaires sont présentes dans ce contexte :
- Le noyau de a* est l'orthogonal de l'image de a :{\displaystyle {\text{Ker}}\,a^{*}=({\text{Im}}\,a)^{\bot }.}En effet, {\displaystyle \forall x\in H,\;x\in {\text{Ker}}\,a^{*}\Leftrightarrow \forall y\in H\quad (a^{*}(x)|y)=0\Leftrightarrow \forall y\in H\quad (x|a(y))=0\Leftrightarrow x\in ({\text{Im}}\,a)^{\bot }.}Un corollaire immédiat — démontrable aussi matriciellement — est qu'en dimension finie a et a* ont même rang car tout sous-espace vectoriel est alors fermé donc son orthogonal est un supplémentaire.

En prenant l'orthogonal des deux membres on en déduit :
- L'orthogonal du noyau de a* est l'adhérence de l'image de a :{\displaystyle ({\text{Ker}}\,a^{*})^{\bot }={\overline {{\text{Im}}\,a}}.}L'adhérence d'un ensemble E, notée E, est le plus petit fermé qui le contient. Par exemple si a* est injective, alors a possède une image dense dans H, ce qui, en dimension infinie, ne signifie pas que a est surjective.
- Soit E un sous-espace stable par a, l'orthogonal de E est stable par a*.
En effet, soit y un élément de l'orthogonal de E, son image par a* est orthogonale à E car{\displaystyle \forall x\in E\quad (x|a^{*}(y))=(a(x)|y)=0.}En dimension infinie, si E n'est pas fermé, la réciproque est fausse (par exemple si E est un hyperplan non fermé, son orthogonal est toujours stable par a* — puisqu'il est réduit au vecteur nul — alors que E n'est pas stable par a en général).

### Spectre
Le spectre d'un opérateur a est l'ensemble des scalaires λ tel que l'application a – λId ne soit pas bijective (Id désignant l'application identité). En dimension finie le spectre est l'ensemble des valeurs propres. En dimension infinie il peut être plus large (voir les articles Spectre d'un opérateur linéaire et Valeur spectrale).
- Le spectre de l'opérateur a* est le conjugué de celui de a.

Les propriétés du spectre se précisent si H est de dimension finie :
- Si H est de dimension finie, le déterminant (resp. le polynôme caractéristique) de a* est le conjugué de celui de a.

- Si H est de dimension finie, le polynôme minimal de a* est le conjugué de celui de a.

En conséquence, si λ est valeur propre de multiplicité m de l'opérateur a (c'est-à-dire racine d'ordre m de son polynôme caractéristique) alors le conjugué de λ est valeur propre de multiplicité m de l'opérateur a*, et de même, si λ est racine d'ordre m du polynôme minimal de a (ce qui équivaut à dire que m est le plus petit entier tel que le noyau de (a – λId)m soit égal au noyau de (a – λId)m+1), alors le conjugué de λ est racine d'ordre m du polynôme minimal de a*.

## Espace de Banach
(décembre 2016).
Améliorez-le ou discutez des points à vérifier. 
Comparer avec l'article anglais en:Unbounded operator
De nombreuses propriétés, valables pour les Hilbert peuvent être généralisées. L'analyse de l'adjoint d'un opérateur dans le cadre plus général des Banach possède des analogies certaines avec le cas précédent. Les techniques utilisées sont néanmoins un peu différentes. Dans ce paragraphe E et F désignent des Banach et a un opérateur non borné de E dans F.
Le terme « opérateur non borné » désigne une application linéaire sans précision sur le caractère continu de l'opérateur. Le mathématicien Haïm Brezis précise : Il peut donc arriver qu'un opérateur non borné soit borné. La terminologie n'est pas très heureuse, mais elle est communément répandue et elle n'engendre pas de confusion !

### Existence et unicité
Comme précédemment, tout opérateur a admet un unique adjoint. Plus précisément :

Pour tout opérateur non borné a de D(a) dans F il existe un unique adjoint, et l'adjoint est linéaire.

La question se pose alors de savoir si D(a*) est dense dans le dual de F.

Si a est un opérateur fermé, alors pour la topologie faible du dual de F, D(a*) est dense dans le dual de F. Si de plus F est réflexif alors D(a*) est dense pour la topologie usuelle.

### Continuité de l'adjoint
Le théorème du graphe fermé indique qu'un opérateur a est continu si et seulement si son graphe est fermé. Le graphe de a est le sous-espace vectoriel de ExF formé des points (x, a(x)) quand x parcourt D(a). Un opérateur ayant un graphe fermé est dit fermé, ce qui revient à dire borné ou continue. Pour une raison de style, il est plus fréquent de parler d'un opérateur non borné fermé que d'un opérateur non fermé borné, même si les significations sont identiques.
- Un opérateur non borné a à domaine dense possède un adjoint fermé.

### Orthogonalité
Si a est fermé et possède un domaine dense, alors les propriétés d'orthogonalités correspondant à la situation hilbertienne restent vraies :

Le noyau de a est égal à l'orthogonal de l'image de a* et le noyau de a* est égal à l'orthogonal de l'image de a.
{\displaystyle {\text{Ker}}\,a=({\text{Im}}\,a^{*})^{\bot }\quad {\text{et}}\quad {\text{Ker}}\,a^{*}=({\text{Im}}\,a)^{\bot }}.

La situation diffère légèrement pour l'orthogonal des noyaux.

L'orthogonal du noyau de a contient l'adhérence de l'image a* et l'orthogonal du noyau de a* est l'adhérence de l'image de a.
{\displaystyle ({\text{Ker}}\,a)^{\bot }\supset {\overline {{\text{Im}}\,a^{*}}}\quad {\text{et}}\quad ({\text{Ker}}\,a^{*})^{\bot }={\overline {{\text{Im}}\,a}}}.

Si l'espace E est réflexif, alors l'orthogonal du noyau de a est égal à l'adhérence de l'image de a* ; dans le cas contraire, l'égalité n'est pas assurée.
Avec les hypothèses de fermeture et de densité du domaine de a :

Les quatre propriétés suivantes sont équivalentes :
- L'image de a est fermée.
- L'image de l'adjoint de a est fermée.
- L'image de a est l'orthogonal du noyau de l'adjoint.
- L'image de l'adjoint est l'orthogonal du noyau de a.